# وقتی عشق من شکوفا می‌شود
وقتی عشق من شکوفا می‌شود (کره‌ای: 화양연화 – 삶이 꽃이 되는 순간) یک مجموعه تلویزیونی کره جنوبی سال ۲۰۲۰ با بازی یو جی ته، لی بو یونگ، پارک جین یونگ و جون سو نی است. این مجموعه از ۲۵ آوریل تا ۱۴ ژوئن ۲۰۲۰، روزهای شنبه و یکشنبه ساعت ۲۱:۰۰ (کی‌اس‌تی) از تی‌وی‌ان پخش شد.

## بازیگران

### اصلی
- یو جی ته در نقش هان جه هیون[۳]
  - پارک جین یونگ در نقش جوانی جه هیون[۳]
- لی بو یونگ در نقش یون جی سو[۳]
  - جون سو نی در نقش جوانی جی سو[۳]

### مکمل

#### اطرافیان جی سو
- جانگ گوانگ در نقش یون هیونگ گیو
- لی جونگ نام در نقش جونگ سوک هی
- چه وون بین در نقش یون جی یونگ
- گو وو ریم در نقش لی یونگ مین

#### اطرافیان جه هیون
- مون سونگ کون در نقش جانگ سان
- پارک شی یون در نقش جانگ سو کیونگ
- پارک مین سو در نقش هان جون سو
- کانگ یونگ سوک در نقش کانگ جون وو
- کیم هو چانگ در نقش جونگ یون گی
- نام میونگ ریول در نقش هان این هو
- سون سوک در نقش لی کیونگ جا

#### سایر
- وو جونگ وون در نقش یانگ هه جونگ
  - پارک هان سول در نقش جوانی هه جونگ
- لی ته سونگ در نقش جو یونگ وو
  - بیونگ هون در نقش جوانی یونگ وو[۴]
- مین سونگ ووک در نقش لی دونگ جین
  - اون هه سونگ در نقش جوانی دونگ جین
- کیم جو ریونگ در نقش سونگ هوا جین
  - هان جی وون در نقش جوانی هوا جین
- کیم یونگ هون در نقش لی سه هون
- چوی وو هیوک در نقش سه هی
- کیم یونگ آه در نقش چوی سون هی